# Charles Delporte (escrime)
Pour les articles homonymes, voir Delporte.
Cet article concerne l'escrimeur. Pour l'artiste, voir Charles Delporte.
Charles Delporte, né le 11 mars 1893 à Ixelles et mort le 9 octobre 1960 à Forest, est un escrimeur belge champion olympique.

## Biographie
Il faisait partie du Cercle des Armes de Bruxelles. Il est quatre fois champion de Belgique en escrime et participe à de multiples compétitions en Belgique et à l'étranger jusque dans les années 1930.
Il participe à trois olympiades : aux Jeux olympiques de 1920 à Anvers, aux Jeux olympiques de 1924 à Paris et aux Jeux olympiques de 1928 à Amsterdam concourant à l'épée (en individuel et en équipe) et au sabre.
L'équipe belge d'épée se classe quatrième au sabre en 1920 à Anvers. Charles Delporte est champion olympique d'épée en 1924 au stade de Colombes à Paris. Au cours de ces jeux, il remporte également la médaille d'argent d'épée par équipe avec la Belgique. Aux Jeux olympiques de 1928 à Amsterdam, il se classe quatrième avec l'équipe belge d'épée.
Aux championnats d'Europe d'escrime de 1930 à Liège, il remporte la médaille d'or avec l'équipe belge d'épée.
Dans les années 1930, il était également président régional des cercles d'escrime du Brabant.
Aux Jeux olympiques de 1948 à Londres, il était arbitre.
Il était marié à Blanche Standaert.
À la suite de son décès le 9 octobre 1960 à Forest, il est inhumé le 12 octobre 1960 dans le cimetière de cette localité. 

## Distinctions[3]
- Chevalier de l'ordre de la Couronne (Belgique).
- Médaille d'or du Mérite sportif (Belgique).
- Commandeur de l'ordre de l'Éducation physique française (France).